# Escudo de Kurdistán
El escudo del Gobierno Regional del Kurdistán Iraquí está compuesto por un águila, representada esquemáticamente, con su cabeza de color negro y el cuerpo de color dorado. Esta águila reposa sobre una cinta de color negro.
En la parte superior del escudo aparece representado el sol con los colores de la bandera del Kurdistán.
El águila representa al imperio de los Medos, mientras que el sol ha estado en uso como una representación simbólica del norte de Mesopotamia (Kurdistán) en numerosos motivos antiguos que datan del período hurrita temprano.
- Datos: Q1938052
- Multimedia: Coats of arms of Iraqi Kurdistan / Q1938052